# Unión de Ciudades Capitales Iberoamericanas

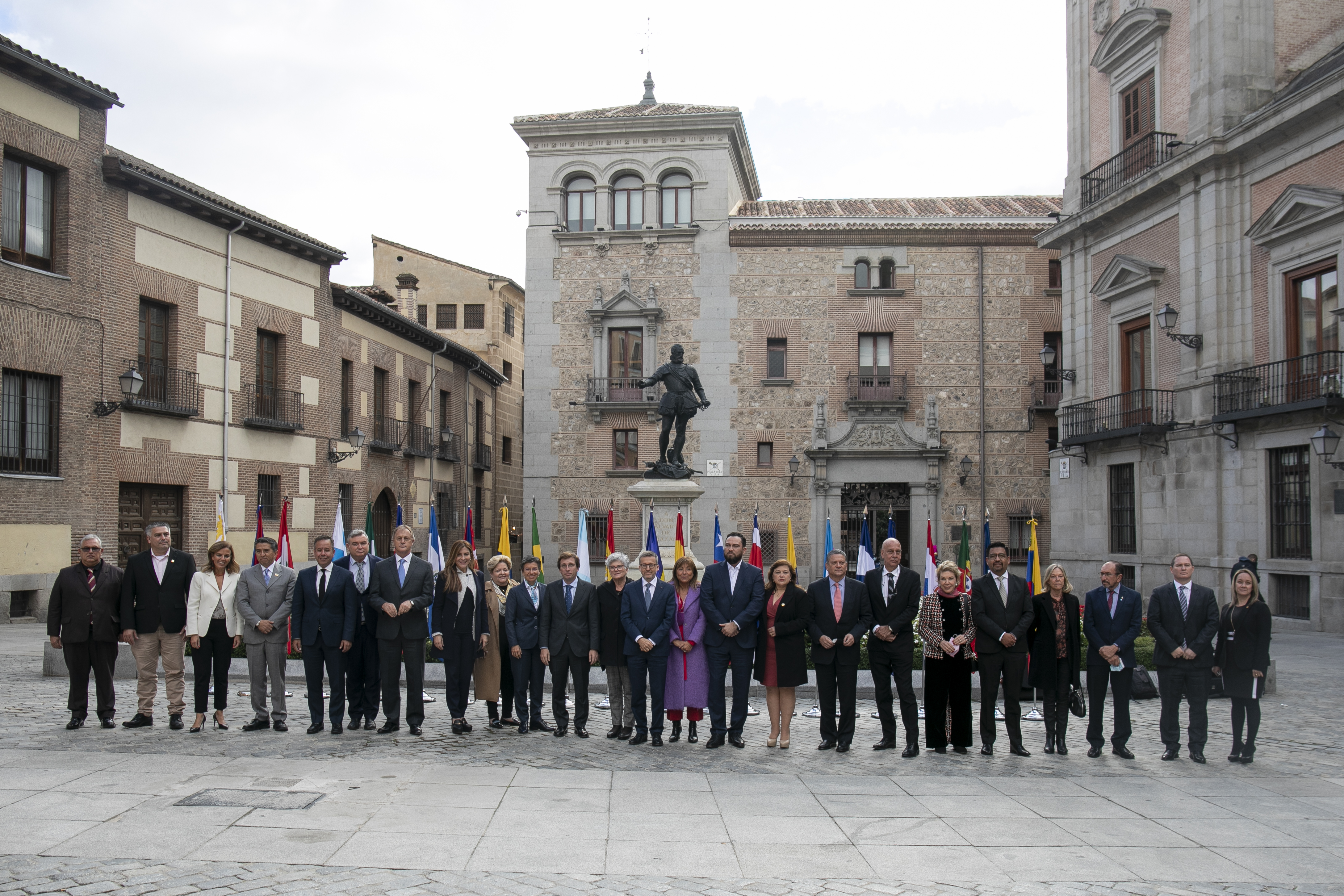
XIX Asamblea General de la UCCI.

La Unión de Ciudades Capitales Iberoamericanas (UCCI) es una organización internacional no gubernamental de carácter municipal formada por 29 ciudades de Iberoamérica que persigue el fomento de las relaciones entre dichas ciudades.
La UCCI, fundada en octubre de 1982, impulsada por Enrique Tierno Galván, y precursora en casi diez años de las posteriores Cumbres iberoamericanas, obtuvo el 25 de enero de 1989, la condición de miembro con estatus consultivo del Consejo Económico y Social de las Naciones Unidas (ECOSOC).
Tiene su sede en Madrid.

## Estructura
La UCCI está integrada por las corporaciones municipales o gobiernos locales de las ciudades capitales de los países de Iberoamérica (América Latina, El Caribe, península ibérica) y las ciudades fundadoras de la organización (miembros natos), así como por otras ciudades no capitales y áreas metropolitanas de Iberoamérica (miembros asociados) hasta un total de 29 en la actualidad. Las máximas autoridades locales son quienes ostentan la representatividad de las ciudades. En la organización hay cuatro ciudades de habla portuguesa, por lo que existen dos lenguas oficiales: español y portugués.
Los copresidentes de los años 2022-2023 son José Luis Martínez-Almeida (alcalde de Madrid) y Rafael López-Aliaga (alcalde de Lima).

## Miembros
La UCCI agrupa a 29 ciudades de Iberoamérica y Europa:
Miembros natos
| Ciudad                          | Autoridad                                                       | País                 | Alcalde               | Fotografía |
| ------------------------------- | --------------------------------------------------------------- | -------------------- | --------------------- | ---------- |
| Andorra la Vieja                | Común de Andorra la Vieja                                       | Andorra              | Conxita Marsol Riart  |            |
| Asunción                        | Municipalidad de la Ciudad de Asunción                          | Paraguay             | Óscar Rodríguez       |            |
| Bogotá                          | Alcaldía Mayor de Bogotá                                        | Colombia             | Carlos Fernando Galán |            |
| Ciudad Autónoma de Buenos Aires | Gobierno de la Ciudad Autónoma de Buenos Aires                  | Argentina            | Jorge Macri           |            |
| Brasilia                        | Gobierno del Distrito Federal                                   | Brasil               | Ibaneis Rocha         |            |
| Ciudad de Guatemala             | Municipalidad de Guatemala                                      | Guatemala            | Ricardo Quiñónez      |            |
| Ciudad de México                | Gobierno de la Ciudad de México                                 | México               | Martí Batres          |            |
| Ciudad de Panamá                | Alcaldía de Panamá                                              | Panamá               | José Luis Fábrega     |            |
| La Habana                       | Asamblea Provincial del Poder Popular de la Ciudad de La Habana | Cuba                 | Reinaldo García       |            |
| La Paz                          | Gobierno Autónomo Municipal de La Paz                           | Bolivia              | Iván Arias Durán      |            |
| Lima                            | Municipalidad Metropolitana de Lima                             | Perú                 | Rafael López Aliaga   |            |
| Lisboa                          | Cámara Municipal de Lisboa                                      | Portugal             | Carlos Moedas         |            |
| Madrid                          | Ayuntamiento de Madrid                                          | España               | José Luis Martínez    |            |
| Managua                         | Alcaldía de Managua                                             | Nicaragua            | Reyna Rueda           |            |
| Montevideo                      | Intendencia de Montevideo                                       | Uruguay              | Carolina Cosse        |            |
| Caracas                         | Alcaldía del Municipio Bolivariano Libertador de Caracas        | Venezuela            | Carmen Meléndez       |            |
| Quito                           | Municipio del Distrito Metropolitano de Quito                   | Ecuador              | Pabel Muñoz           |            |
| Río de Janeiro                  | Prefeitura de la Ciudad de Río de Janeiro                       | Brasil               | Eduardo Paes          |            |
| San José                        | Municipalidad de San José                                       | Costa Rica           | Johnny Araya Monge    |            |
| San Juan                        | Municipio de San Juan                                           | Puerto Rico          | Miguel Romero Lugo    |            |
| San Salvador                    | Alcaldía Municipal de San Salvador                              | El Salvador          | Mario Durán           |            |
| Santiago                        | Municipalidad de Santiago                                       | Chile                | Irací Hassler         |            |
| Sucre                           | Gobierno Autónomo Municipal de Sucre                            | Bolivia              | Enrique Leaño         |            |
| Santo Domingo                   | Ayuntamiento del Distrito Nacional de Santo Domingo             | República Dominicana | Carolina Mejía        |            |
| Tegucigalpa                     | Alcaldía Municipal del Distrito Central                         | Honduras             | Jorge Aldana          |            |

Miembros asociados
| Ciudad          | Autoridad                            | País   | Alcalde            | Fotografía |
| --------------- | ------------------------------------ | ------ | ------------------ | ---------- |
| Barcelona       | Ayuntamiento de Barcelona            | España | Jaume Collboni     |            |
| São Paulo       | Prefeitura de la Ciudad de São Paulo | Brasil | Ricardo Nunes      |            |
| Puerto Príncipe | Alcaldía de Puerto Príncipe          | Haití  | Ralph Youri Chevry |            |
| Cádiz           | Ayuntamiento de Cádiz                | España | Bruno García       |            |